# Донизети Оливеира
Донизети Оливеира (21. фебруар 1968) бивши је бразилски фудбалер.

## Каријера
Током каријере играо је за Флуминенсе, Гремио Порто Алегре, Сао Пауло, Крузеиро, Васко да Гама и многе друге клубове.

## Репрезентација
За репрезентацију Бразила дебитовао је 1990. године. За национални тим одиграо је 6 утакмица.

## Статистика
| Бразил | Бразил | Бразил |
| Год.   | Ута.   | Гол.   |
| ------ | ------ | ------ |
| 1990   | 3      | 0      |
| 1991   | 2      | 0      |
| 1992   | 0      | 0      |
| 1993   | 0      | 0      |
| 1994   | 0      | 0      |
| 1995   | 0      | 0      |
| 1996   | 0      | 0      |
| 1997   | 0      | 0      |
| 1998   | 0      | 0      |
| 1999   | 0      | 0      |
| 2000   | 1      | 0      |
| Укупно | 6      | 0      |